# Osipy-Wydziory Drugie
Osipy-Wydziory Drugie – wieś w Polsce położona w województwie podlaskim, w powiecie wysokomazowieckim, w gminie Wysokie Mazowieckie.
W latach 1975–1998 miejscowość administracyjnie należała do województwa łomżyńskiego.
| SIMC    | Nazwa         | Rodzaj    |
| ------- | ------------- | --------- |
| 0410502 | Osipy-Wandzin | część wsi |

Wierni kościoła rzymskokatolickiego należą do parafii św. Jana Chrzciciela w Wysokiem Mazowieckiem.

## Historia
Wieś założona zapewne na początku XX w., po parcelacji i wycięciu (wydarciu) lasów folwarku Osipy.
W roku 1921 wymieniono tylko Osipy-Wydziory, gdzie naliczono 15 budynków z przeznaczeniem mieszkalnym oraz 114 mieszkańców (58 mężczyzn i 56 kobiet). Wszyscy podali narodowość polską. Wyznanie rzymskokatolickie zgłosiło 111 osób, a prawosławne 3. Mapa z 1934 r. rozróżnia już dwie wsie: Osipy Wydziory Pierwsze i Osipy Wydziory Drugie. Te ostatnie liczyły w tym czasie 8 domów.
W 2007 r. miejscowość zamieszkiwana przez 39 osób.

## Majątek Wandzin
W roku 1882 z folwarku Osipy wydzielono, liczący 180 morgów, folwark Osipy-Wandzin. Na początku XX w. należał do J. Krajewskiego. Kolejnym właścicielem był T. Krajewski, który posiadał kilkanaście krów mlecznych. W styczniu 1940 r. został aresztowany przez NKWD i zesłany na Syberię. Żonę i dzieci wywieziono do Kazachstanu. Po wojnie właściciele wrócili do Wandzina, jednak majątek został rozparcelowany.

### Szkoła
W 1922 roku 2-klasowa szkoła powszechna liczyła 71 uczniów, w 1923 – 83, w 1924 – 83, 1925 – 93, 1929 – 92, 1930 – 92 uczniów.
Nauczyciele: 1929 – Rakówna Emilia, Syrkówna Stefania, 1935, 1936 – Szłapowa Józefa, 1941 – Kubacki Ludwik, Kiełak Stefania, Kulesza Stefania.